# Il codice da Vinci (film)
Il codice da Vinci (The Da Vinci Code) è un film thriller del 2006, diretto da Ron Howard; prodotto dalla Columbia Pictures, Imagine Entertainment e Skylark Productions e distribuito dalla Sony Pictures. La pellicola è basata sull'omonimo romanzo scritto da Dan Brown e sceneggiato da Akiva Goldsman, mentre il cast vede protagonisti, tra gli altri, Tom Hanks, Audrey Tautou, Ian McKellen, Alfred Molina, Paul Bettany, Jean Reno e Jean-Pierre Marielle.
Pur essendo campione di incassi, la pellicola è stata accolta con critiche generalmente negative, soprattutto da parte della Chiesa cattolica e dall'Opus Dei, associazione religiosa menzionata nel film. Il film ha avuto due sequel: Angeli e Demoni (2009) e Inferno (2016), entrambi basati sui romanzi di Brown e diretti da Howard.

## Trama
Jacques Saunière, l'anziano curatore del Museo del Louvre di Parigi, è inseguito nel cuore della notte nelle gallerie del museo da un misterioso uomo vestito da monaco, Silas, membro dell'Opus Dei. Quest'ultimo lo blocca, puntandogli una pistola, gli chiede informazioni su un oggetto (la "chiave di volta" posseduta dal Priorato di Sion). L'anziano rivela che ciò che cerca è custodito nella sacrestia della Chiesa di Saint-Sulpice, sotto la Linea della Rosa. Dopo averlo ringraziato, Silas gli spara al ventre, ferendolo a morte. Poco dopo lo scrittore e professore di Harvard, Robert Langdon, a Parigi per presiedere a un incontro sulla simbologia e firmare copie del suo libro Symbols of Sacred Feminine, viene raggiunto dal tenente Collet della Police Judiciaire e condotto al Museo del Louvre. La vittima infatti, prima di morire, aveva composto con il suo sangue uno schema simile a quello dell'Uomo vitruviano. Arrivato al museo, incontra il capitano Bezu Fache, che gli chiede il significato dei simboli.
Silas chiama un misterioso uomo conosciuto come "il Maestro" ("rector") e gli rivela di aver ucciso tutti e quattro i protettori della "chiave di volta" e che tutti hanno indicato lo stesso luogo. Silas poi si stringe il cilicio e si autoflagella in segno di espiazione dei suoi peccati. Aiutato dal vescovo Manuel Aringarosa, Silas si muove poi verso Saint-Sulpice e viene fatto entrare da un'anziana suora; rimasto solo incomincia a scavare sotto il pavimento della chiesa, sulla Linea della Rosa, ma trova solo una pietra con scritto "JOB 38:11". Va poi dalla suora per spiegazioni riguardo al passo e lei gli risponde che esso dice: «Fin qui giungerai, e non oltre». Capendo di essere stato ingannato, Silas uccide la suora.
Il vescovo Aringarosa incontra altri prelati e afferma che quella notte gli ultimi membri del Priorato verranno uccisi e il loro segreto scomparirà.
Sophie Neveu, una crittologa della Polizia francese, arriva dal capitano Fache e da Langdon e con un astuto metodo riesce a dare al professore un messaggio, che lo conduce al bagno del museo. Lì Sophie gli dice che gli è stato posizionato addosso un localizzatore GPS e che è il principale indiziato per l'assassinio del curatore, dato che la vittima infatti aveva lasciato varie linee di testo e nell'ultima aveva scritto «P.S. Find Robert Langdon» («P.S. Trova Robert Langdon»). In realtà, però, ella crede che Saunière, che si rivela essere suo nonno, le abbia voluto trasmettere un messaggio (P.S. sta per Principessa Sophie, che era il suo soprannome), e che voleva che il Professor Langdon la aiutasse a decifrare il messaggio lasciato vicino al suo corpo.
Dopo aver preso tempo posizionando il ricevitore GPS su una saponetta e lanciandola su un camion per depistare la polizia, i due incominciano ad analizzare il messaggio della vittima: la prima riga di testo riporta numeri della sequenza di Fibonacci messi alla rinfusa, mentre la seconda si rivela essere un anagramma delle parole «Leonardo Da Vinci The Monna Lisa»; sulla Gioconda c'è un altro anagramma che conduce alla Vergine delle Rocce (altro dipinto del Da Vinci), e dietro quest'opera c'è una chiave col manico a forma di giglio. Langdon capisce allora che Saunière era membro del Priorato di Sion, una società segreta legata all'ordine dei Cavalieri Templari che si occupava di "proteggere la fonte del potere di Dio sulla Terra", ovvero il Santo Graal, e proprio per questo divenne così potente da sottomettere la Chiesa stessa; quest'ultima si ribellò e riuscì, sotto ordine del Papa, a ucciderne tutti i membri ma del Graal o di ciò che il Priorato proteggeva non rimase traccia.
Non potendo accedere all'ambasciata degli Stati Uniti, la coppia si rifugia nel malfamato Bois de Boulogne, dove Langdon osserva da vicino la chiave. Sul lato nota l'iscrizione «HAXO 24», che Sophie interpreta come l'indirizzo della Banca di Zurigo, dove la chiave aprirà una cassetta di sicurezza: il codice per aprire la cassetta è la sequenza di Fibonacci ordinata (1123581321). Dentro la cassetta i due trovano una scatolina di palissandro che contiene un cryptex (la cosiddetta "chiave di volta"), cioè un contenitore cilindrico con cinque quadranti formati da lettere dell'alfabeto che devono essere ordinati per formare una particolare parola di cinque lettere che lo aprirà, facendo in modo che si possa leggere il messaggio all'interno; se si tenta di forzarlo, si romperà una fialetta di aceto che dissolverà il papiro su cui è scritto il testo.
Sfortunatamente arriva la polizia ma i due, aiutati anche dal responsabile della banca, André Vernet, riescono a fuggire su un furgone blindato, dove hanno una conversazione sui cryptex: la ragazza dice che il nonno gliene aveva regalati molti da piccola, quando lei viveva con lui dopo la morte dei suoi genitori e di suo fratello in un incidente stradale. Langdon dice che esso potrebbe contenere informazioni su ciò che stanno cercando. All'improvviso si fermano e Vernet, minacciandoli con una pistola, intima loro di consegnargli il cryptex. Langdon, tuttavia, inganna Vernet e riesce a fuggire con Sophie a bordo del furgone, sebbene rimanga lievemente ferito.
Langdon suggerisce, per farsi aiutare a decifrare il cryptex, di rivolgersi a un suo amico inglese, Leigh Teabing, che risiede a Chateau Villette (circa 50 km a nord-ovest dal centro di Parigi), il quale si rivela essere anch'egli un uomo ossessionato dalla ricerca del Graal e spiega che il Priorato non protegge "la fonte del potere di Dio sulla Terra", bensì "la fonte del potere della Chiesa sulla Terra": il Santo Graal non sarebbe il calice di Cristo, bensì sua moglie, ossia Maria Maddalena; ella sarebbe stata incinta al momento della crocifissione, per cui il Priorato di Sion fu formato per proteggere i discendenti di Gesù. Si crede che Jacques Saunière facesse parte di questa società e che volesse che anche Sophie ne entrasse a far parte. Nel frattempo, Silas irrompe nella villa di Leigh per rubare il cryptex; il gruppo riesce a bloccare il monaco, ma si ritrovano ancora una volta braccati dalla polizia (guidata dal localizzatore GPS del furgone) e perciò fuggono in auto insieme con Silas. A questo punto Teabing rivela agli altri dell'esistenza di un gruppo di alti prelati ed influenti figure ecclesiastiche infiltrate sia all'interno del Vaticano che dell'Opus Dei intenzionate ad eliminare ogni prova della discendenza di Gesù, in una guerra secolare contro gli ultimi "custodi" appartenenti al Priorato di Sion. Giunti all'aeroporto di Le Bourget decollano con il jet privato di Leigh dirigendosi a Londra, e durante il viaggio interpretano il messaggio posto sotto la rosa che decorava il contenitore del cryptex. Fache viene a conoscenza della loro destinazione e avverte la polizia inglese, ma Leigh inganna tutti nascondendo Silas – legato e imbavagliato –, Langdon e Sophie nella sua auto.
Teabing conduce Langdon e Neveu alla Chiesa del Tempio di Londra, che si rivela essere quella sbagliata. Silas viene poi liberato da Rémy, cameriere di Leigh, che gli dice di essere anche lui seguace del "Maestro" e i due rapiscono Teabing; Silas, credendo invece che il maestro sia Rémy, si rifugia nella sicura residenza dell'Opus Dei indicatagli da quest'ultimo. Poco dopo Rémy è ucciso da un uomo misterioso mentre ride con lui di Silas, il quale, nel frattempo, viene braccato dalla polizia. Nella confusione Silas spara per sbaglio al vescovo Aringarosa e, per il dolore, si fa uccidere dagli spari della polizia; Aringarosa è portato in ospedale, non prima di essere arrestato da Fache in quanto colpevole di aver sviato le indagini su Langdon.
Langdon viene tradito da Teabing, che si rivela essere il vero Maestro e, perciò, fugge con il cryptex. Langdon alla fine comprende che il luogo corretto indicato dalla rosa della scatoletta del cryptex è la tomba di Isaac Newton nell'Abbazia di Westminster, dato che Newton era un altro membro del Priorato. Langdon e Neveau incontrano lì Leigh, che spiega loro che vuole trovare il corpo di Maria Maddalena e da lì il santo Graal per passare alla storia svelando il segreto di Cristo e screditare l'intera Chiesa Cristiana ponendo fine alle sue oppressioni e alle guerre di religione, e minaccia, perciò, Sophie con una pistola affinché apra il cryptex. Lei naturalmente non ne è in grado, ma Robert si offre di fare un tentativo per decifrare il cryptex. Dopo averci pensato, Langdon fa capire di non essere riuscito nell'intento e lancia in aria l'oggetto, che cade rovinosamente per terra; Teabing tenta di salvarlo buttandosi, ma fallisce e si dispera vedendo sversare l'aceto contenuto all'interno dell'oggetto, come misura di anti effrazione, credendo che tutto sia andato perduto.
Dopo l'arresto di Leigh, Robert dice di aver risolto l'enigma del cryptex prima di gettarlo in aria (la parola era apple, ossia "mela", l'unica "sfera" che mancava sulla tomba di Newton), e mostra la pergamena con il messaggio. Usando l'indizio-filastrocca, essi viaggiano fino alla Cappella di Rosslyn in Scozia nei cui sotterranei la Maddalena era stata precedentemente sepolta: si scopre così un archivio che proverebbe la discendenza reale, ma anche che i resti furono spostati in un luogo ignoto, e incontrano altri membri affiliati al Priorato che la proteggevano; viene inoltre rivelato grazie a dei giornali d'epoca che Jacques Saunière non è il nonno biologico di Sophie, ma colui che l'ha salvata da un incidente stradale nel quale hanno perso la vita i genitori e il fratello, e ne ha poi celato l'esistenza. Sophie infatti non porterebbe il cognome Saunière ma Saint-Claire, una dinastia merovingia che si scopre, tramite l'albero genealogico dell'archivio, essere risalente a Davide e quindi a Gesù Cristo e Maria Maddalena, e della quale Sophie è dunque l'ultimo erede vivente (l'incidente fu, molto probabilmente, un tentativo di estinguere la dinastia). Le persone si offrono di proteggere Sophie così come già fanno con la sua famiglia e così Langdon, soddisfatto che la ragazza sia ormai al sicuro e possa finalmente scoprire le sue origini, la lascia con la sua confraternita augurandole buona fortuna.
Tornato a Parigi, Langdon si taglia accidentalmente con il rasoio e la linea di sangue che si forma nel lavandino gli ricorda la Linea della Rosa: è una rivelazione. Esce per le strade di Parigi e seguendo la Linea della Rosa (marcata dai medaglioni posti sulle strade) capisce che il vero luogo di sepoltura della Maddalena (evidentemente scelto da Jacques Saunière in quanto luogo a lui congeniale e che rispetta comunque tutte le indicazioni della pergamena del criptex), si trova proprio nei sotterranei dello stesso museo del Louvre, laddove tutta l'avventura è iniziata, precisamente in corrispondenza della piramide invertita. Egli allora si inginocchia di fronte a essa come avevano fatto i templari prima di lui.

## Colonna sonora
Le musiche del film sono state affidate al compositore tedesco Hans Zimmer.

### Tracce
La colonna sonora è stata pubblicata il 9 maggio 2006 e include le seguenti tracce:
1. Dies Mercurii I Martius
2. L'Esprit des Gabriel
3. The Paschal Spiral
4. Fructus Gravis
5. Ad Arcana
6. Malleus Maleficarum
7. Salvete Virgines
8. Daniel's 9th Cipher
9. Poisoned Chalice
10. The Citrine Cross
11. Rose of Arimathea
12. Beneath Alrischa
13. Chevaliers de Sangreal
14. Kyrie for the Magdalene (Written by Richard Harvey)

## Distribuzione
Il codice da Vinci è stato presentato in anteprima alla serata di apertura del Festival di Cannes 2006, il 17 maggio 2006.
Il codice da Vinci è stato lanciato nelle sale cinematografiche europee e asiatiche il 18 maggio 2006 mentre negli Stati Uniti il 19 maggio 2006.

### Edizione italiana
La direzione del doppiaggio è stata curata da Manlio De Angelis, su dialoghi di Elettra Caporello, per conto della Sefit-CDC.

## Accoglienza

### Incassi
A fronte di un budget di 125 milioni di dollari, il film ha incassato in tutto il mondo 760006945 $. In Italia, con un totale di 28678463 €, è il 19º film col maggiore incasso.

### Critica
Il clamore suscitato dal film è stato notevole; a ciò ha contribuito anche la vastità delle critiche ricevute, in tutte le sfumature possibili: dall'entusiasmo alla stroncatura.
Critiche della Chiesa cattolica
Il film è stato in più occasioni duramente criticato da diverse personalità appartenenti alla gerarchia della Chiesa cattolica. Le critiche hanno avuto per oggetto, in buona sintesi, l'erroneità di alcune ricostruzioni storiche, la mescolanza tra fatti e finzioni e la mistificazione di assunti dottrinali, visti come calunniosi e fonte di spaesamento e di possibile allontanamento di fedeli dalla Chiesa. Sono stati pure auspicati ricorsi in tribunale per offese e boicottaggi, ai quali l'attore Ian McKellen ha risposto che «Le persone sono per natura attirate dal mistero, ma quando questo mistero presuppone che tutto quello che la religione fino a oggi ci ha raccontato è una balla allora diventa un caso sensazionale. L'idea che per questo motivo il libro non debba essere letto, che è poi la linea ufficiale del Vaticano, credo sia semplicemente patetica».
Il film ha ricevuto durante l'edizione dei Razzie Awards 2006 una nomination come peggior regista per Ron Howard.

## Riconoscimenti
- 2007 - Golden Globe
  - Nomination Migliore colonna sonora originale a Hans Zimmer
- 2006 - Razzie Awards
  - Nomination Peggior regista a Ron Howard
- 2006 - Satellite Award
  - Nomination Miglior colonna sonora originale a Hans Zimmer
  - Nomination Miglior suono a Anthony J. Ciccolini III, Kevin O'Connell e Greg P. Russell
  - Nomination Migliori effetti visivi a Kevin Ahern
- 2007 - Awards of the Japanese Academy
  - Nomination Miglior film straniero
- 2007 - Grammy Award
  - Nomination Miglior colonna sonora a Hans Zimmer
- 2007 - People's Choice Awards
  - Nomination Miglior film drammatico
- 2006 - Teen Choice Awards
  - Nomination Miglior personaggio squallido a Ian McKellen
- 2006 - Visual Effects Society
  - Nomination Miglior composizione (per la scena del Santo Solpizio) a Mathew Krentz, Jordan Benwick, Enrico Perei e Rafal Kaniewski
  - Nomination Migliori effetti visivi a Barrie Hemsley, Angus Bickerton, Gary Brozenich e Paul Riddle
- 2007 - ASCAP Award
  - Top Box Office Films a Hans Zimmer
- 2006 - Critics' Choice Movie Award
  - Nomination Miglior colonna sonora a Hans Zimmer
- 2006 - Golden Trailer Awards
  - Nomination Miglior voce fuori campo
  - Nomination Successo dell'estate
- 2007 - Golden Reel Award
  - Nomination Miglior montaggio sonoro (dialoghi)
- 2007 - Premio YoGa
  - Peggior attore straniero a Tom Hanks
- 2007 - Art Directors Guild
  - Nomination Miglior scenografia
- 2006 - Golden Schmoes Awards
  - Film più sottovalutato dell'anno
  - Nomination Peggior film
  - Nomination Più grande delusione dell'anno
- 2006 - International Film Music Critics Award
  - Miglior colonna sonora originale in un film d'azione/di avventura/thriller a Hans Zimmer
  - Nomination Colonna sonora dell'anno a Hans Zimmer
  - Nomination Miglior battuta d'entrata cantata (Chevaliers de Sangreal) a Hans Zimmer
  - Nomination Composizione dell'anno (Chevaliers de Sangreal) a Hans Zimmer
- 2007 - Jupiter Award
  - Miglior attrice internazionale a Audrey Tautou
- 2006 - Stinkers Bad Movie Awards
  - Peggior acconciatura

## Merchandising
A sostenere il successo del film vennero generati un videogioco e un gioco da tavola ispirati sia al libro sia al film. Inoltre vennero pubblicati diversi libri che riassumono gli eventi e spiegano la lavorazione del film.

## Sequel
Il regista Ron Howard nel 2009 ha girato il sequel intitolato Angeli e demoni, ambientato nella città del Vaticano. Tra gli attori figurano Tom Hanks nei panni di Robert Langdon (già protagonista del primo film), ed Ewan McGregor in quelli del camerlengo. Il film è una trasposizione dell'omonimo best seller di Dan Brown, cronologicamente ambientato – a differenza del film – prima degli eventi descritti ne Il codice da Vinci.